# Bienkoa
Bienkoa is een geslacht van rechtvleugeligen uit de familie Dericorythidae. De wetenschappelijke naam van dit geslacht is voor het eerst geldig gepubliceerd in 1950 door Mishchenko.

## Soorten
Het geslacht Bienkoa  is monotypisch en omvat slechts de volgende soort:
- Bienkoa fedtshenkoi (Zubovski, 1900)